# Alpha Dog Games
ZeniMax Halifax Ltd. (doing business as Alpha Dog Games) war ein Entwicklerstudio mit Sitz in Nova Scotia, Kanada, das Mobile Games für die Plattformen iOS und Android entwickelt und im Jahr 2021 zwölf Mitarbeiter hatte. Das Unternehmen wurde im Oktober 2019 von ZeniMax Media übernommen und im Mai 2024 geschlossen.
ZeniMax Media wurde im März 2021 von Microsoft übernommen und wurde Teil der Xbox Game Studios. Somit war Alpha Dog Games ab 2021 im Besitz von Microsoft und stellte eine indirekte Erweiterung der Xbox-Marke für mobile Spiele dar. Im Mai 2024 kündigte Microsoft die Schließung des Studios an.
| Jahr | Titel                | Plattformen  |
| ---- | -------------------- | ------------ |
| 2012 | Wraithborne          | iOS, Android |
| 2019 | MonstroCity: Rampage | iOS, Android |
| 2019 | Ninja Golf           | iOS, Android |
| 2021 | Mighty DOOM          | iOS, Android |